# 基特·邦德
基特·邦德（英語：Christopher Samuel "Kit" Bond；1939年3月6日—2025年5月13日）是美国的一位政治人物。在1987年至2011年期間，他是密蘇里州的兩位參議院議員之一。他的黨籍是共和黨。在1973年至1985年期間，邦德曾經擔任两届密蘇里州州長。